# Жужуй
Жужу́й (ісп. Jujuy, МФА: [xuxuʝ]) — провінція Аргентини, розташована на північному заході країни. Межує з провінцією Сальта на сході і півдні, з Чилі на заході та Болівією на півночі.

## Назва
Походження назви провінції Жужуй достеменно невідоме. Аргентинський письменник Гільєрмо Енріке Хадсон у своїй книзі «Марта Рікельме» писав, що назва місцевості походить від слова «какуй», назви місцевих птахів. «Какуй» у перекладі з індіанської мови гуарані означає «пташка, що любить ліс». Також назву какуй носило місцеве плем'я індіанців та землі, на яких вони жили. Через помилку перших поселенців назва місцевості закріпилася на іспанських мапах як Xuxuy, що за тодішніми нормами читалося як Шушуй. Наприкінці XVIII — на початку XIX століття Королівська академія іспанської мови внесла низку змін у правопис, після чого назва стала писатися як Jujuy і читатися як Хухуй. Оскільки така назва була немилозвучною у багатьох слов'янських мовах, а правопис дозволяв змінювати звукосполучення, які викликають небажані асоціації з ненормативною лексикою і вульгаризмами, у радянських енциклопедіях і атласах закріпилася назва Жужуй. Ця назва нині є офіційною назвою провінції українською, а також російською, білоруською, казахською, чуваською мовами.

## Географія

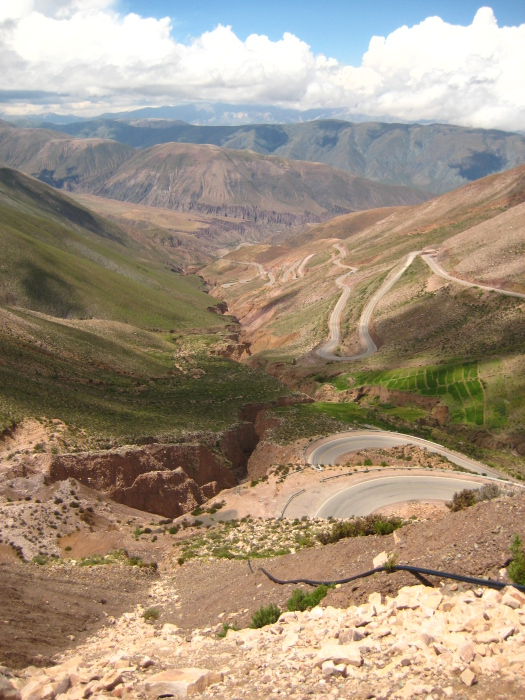
Рельєф провінції Жужуй

Провінція Жужуй розташована на північному заході Аргентини. Рельєф провінції переважно гористий, висота зростає зі сходу (500 м) на захід (6000 м). Найвищою точкою провінції є гора Чаньї (5930 м).
Жужуй умовно поділяють на чотири природних зони:
- Відроги Анд
- Юнга
- Кордильєра-Орієнталь
- Пуна

Головними річками провінції є Сан-Франсіско, Ріо-Гранде та Ріо-Чіко-де-Жужуй. Долини річок вкриті густими лісами.
Клімат провінції змінюється з висотою: на заході він гірський, а на сході вологий тропічний.

## Історія

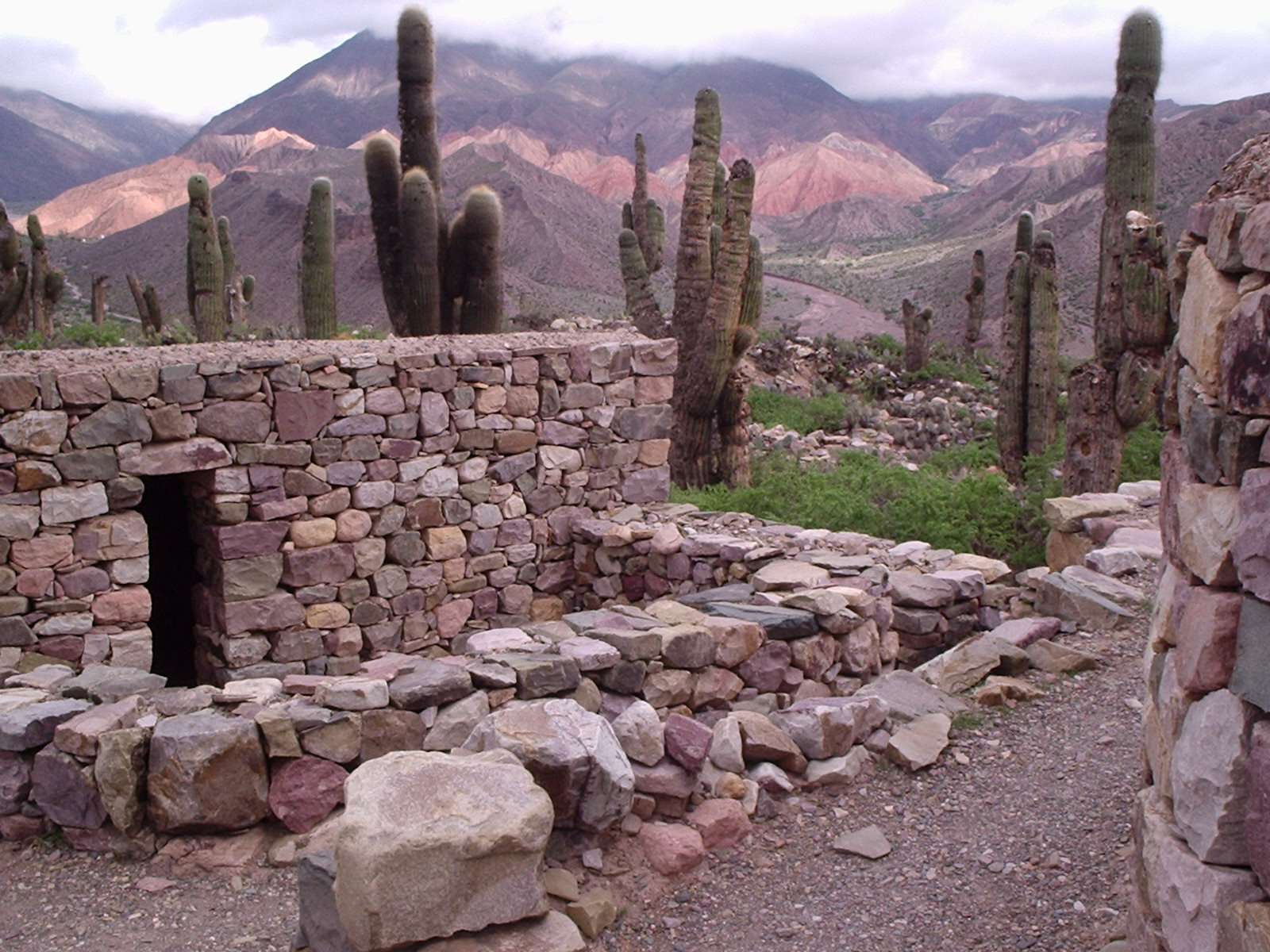
Індіанська фортеця Пукара-де-Тілкара

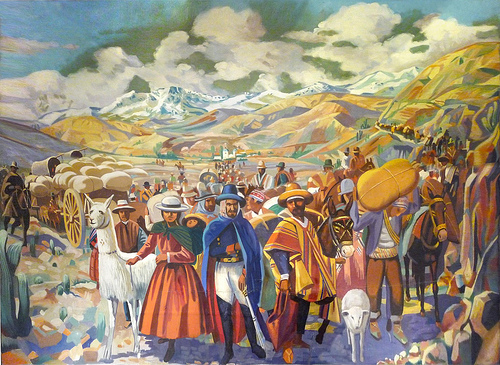
Відхід жужуйського війська 23 серпня 1812

До початку іспанської колонізації Жужуй був населений індіанськими племенами омагвака (нащадки діагітів та араваків) і атакаменьйо. Назва провінції походить від слова «какуй», назви місцевих птахів, а також місцевого племені.
20 серпня 1561 року Хуан Перес де Суріта заснував у цій місцевості перше місто під назвою Ньєва, але через два роки воно було зруйноване індіанцями.
1563 року король Іспанії Філіп II приєднав Жужуй до губернаторства Тукуман у складі віцекоролівства Перу, відокремивши його від Чилі.
13 жовтня 1575 року Педро Ортіс де Сарате зробив нову спробу заснувати тут місто, але на початку 1576 року воно було зруйноване. 19 квітня 1593 року, коли протистояння індіанців було подолане, було засновано Сан-Сальвадор-де-Валаско-ен-ель-Ває-де-Жужуй.
1776 року провінція увійшла до складу віцекоролівства Ріо-де-ла-Плата. 5 серпня 1783 року Жужуй було приєднано до інтендантства Сальта-де-Тукуман у складі віцекоролівства.
Після Травневої революції 1810 року Жужуй став одним з місць, де точилися запеклі бої між військами роялістів і Мануеля Бельграно. Місто Сан-Сальвадор-де-Жужуй було зруйноване. Землі провінції більш як десять разів переходили з рук у руки, доки 27 квітня 1821 року остаточно не були відвойовані аргентинськими військами.
18 листопада 1834 року оголошено про створення провінції Жужуй і відокремлення її від провінції Сальта. 29 листопада 1835 року було затверджено першу конституцію провінції, першим губернатором став Фермін де ла Кінтана.
1836 року провінція була окупована болівійсько-перуанськими військами, але вже до кінця року була відновлена влада Аргентини.
1876 року у Жужуї відбулося повстання індіанців, яке також було швидко повалене.
1900 року були встановлені кордони між провінцією та Чилі і Болівією, внаслідок чого до території останньої відійшли села Есморака й Естарка.
28 лютого 1935 року було затверджено нову конституцію провінції, яку було змінено 23 квітня 1949 року, а 1956 року зміни було скасовано. 22 жовтня 1986 року було прийнято конституцію, яка діє до нинішнього часу.

## Економіка

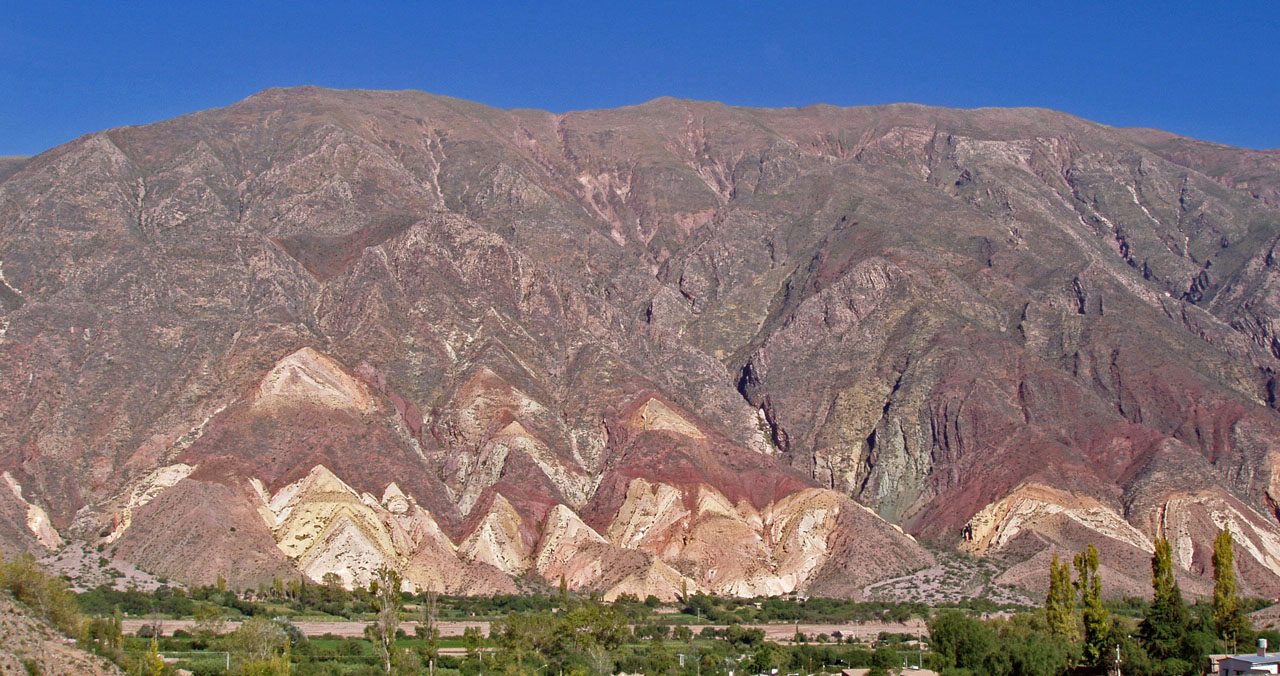
Кебрада-де-Умауака

Економіка провінції сировинно орієнтована. Серед сільськогосподарських культур переважають цукрова тростина, банани, тютюн, цитрусові. На департамент Ель-Кармен припадає 30 % від загального обсягу виробництва тютюнової продукції в Аргентині (50 млн кг на рік). Розвинуте виноградарство і виноробство.
У провінції видобувають нафту, газ, свинець, срібло, мідь, золото, азотнокислий калій, калій, буру, залізо, цинк, сіль.
Комерційна активність провінції концентрується навколо столиці, де знаходиться металургійний завод, і на сході, у долині річки Сан-Франсіско, де знаходяться підприємства агроіндустрії. Через Жужуй також проходять важливі торговельні шляхи.
Завдяки унікальній природі, зокрема внесеній до складу Світової спадщини ЮНЕСКО долині Кебрада-де-Умауака, Жужуй користується великою популярністю у туристів. Іншими туристичними принадами провінції є: національний парк Калілегуа, створений 1979 року, Семіколірний пагорб біля селища Пурмамарка, церкви Касабіндо й Укіа з колекціями ікон з ангелами-аркебузирами тощо.

## Освіта
| Освіта у провінції Жужуй (2009) | Освіта у провінції Жужуй (2009) | Освіта у провінції Жужуй (2009) | Освіта у провінції Жужуй (2009) |
| Рівень                          | Навчальних закладів             | Учнів                           | Працівників                     |
| ------------------------------- | ------------------------------- | ------------------------------- | ------------------------------- |
| Дошкільні                       | 420                             | 22 902                          | 1 456                           |
| - державні                      | 380                             | 18 518                          | 1 055                           |
| - приватні                      | 40                              | 4 384                           | 401                             |
| Початкові                       | 423                             | 88 724                          | 8 492                           |
| - державні                      | 390                             | 79 865                          | 7 732                           |
| - приватні                      | 33                              | 8 859                           | 760                             |
| Середні                         | 167                             | 79 716                          | 2 782                           |
| - державні                      | 134                             | 68 692                          | 2 315                           |
| - приватні                      | 33                              | 11 024                          | 467                             |
| Вищі                            | 26                              | 19 330                          | 534                             |
| - державні                      | 12                              | 14 446                          | 397                             |
| - приватні                      | 14                              | 4 884                           | 137                             |

## Адміністративно-територіальний поділ
Провінція Жужуй поділяється на 16 департаментів:
| Мапа | Департамент              | Адміністративний центр         | Площа, км² | Населення (2010) |
|      | Кочинока                 | Абра-Пампа                     | 7837       | 12 633           |
|      | Доктор-Мануель-Бельграно | Сан-Сальвадор-де-Жужуй         | 1917       | 262 820          |
|      | Ель-Кармен               | Ель-Кармен                     | 912        | 96 809           |
|      | Умауака                  | Умауака                        | 3792       | 17400            |
|      | Ледесма                  | Лібертадор-Хенераль-Сан-Мартін | 3249       | 81 734           |
|      | Пальпала                 | Пальпала                       | 467        | 52 856           |
|      | Ринконада                | Ринконада                      | 6407       | 2489             |
|      | Сан-Антоніо              | Сан-Антоніо                    | 690        | 4432             |
|      | Сан-Педро                | Сан-Педро-де-Жужуй             | 2150       | 75 308           |
|      | Санта-Барбара            | Санта-Клара                    | 4448       | 17 773           |
|      | Санта-Каталіна           | Санта-Каталіна                 | 2960       | 2857             |
|      | Сускес                   | Сускес                         | 9199       | 3757             |
|      | Тількара                 | Тількара                       | 1845       | 13 542           |
|      | Тумбая                   | Тумбая                         | 3442       | 4692             |
|      | Вальє-Гранде             | Вальє-Гранде                   | 962        | 2523             |
|      | Яві                      | Кіяка                          | 2942       | 20 635           |

## Зображення

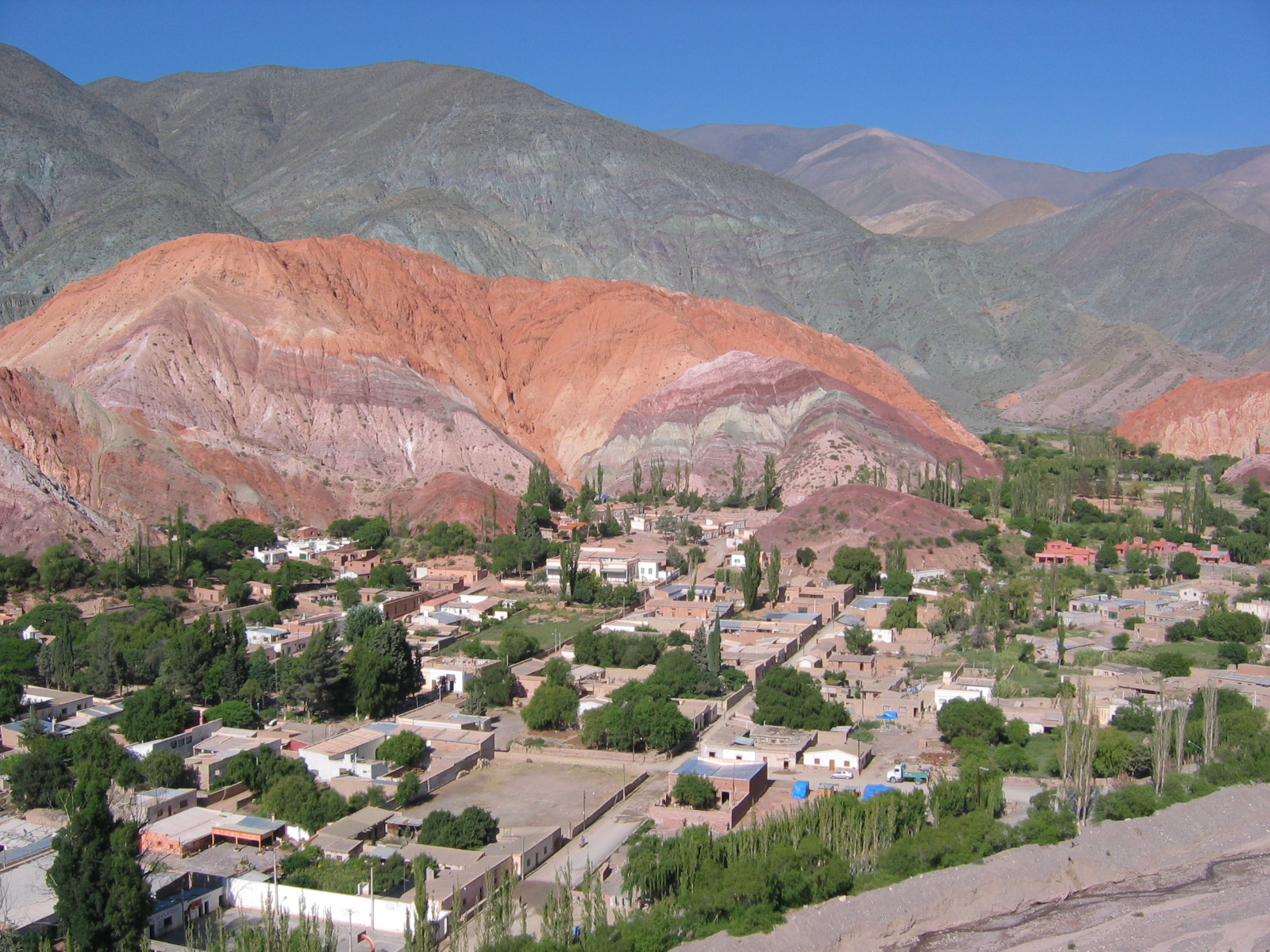
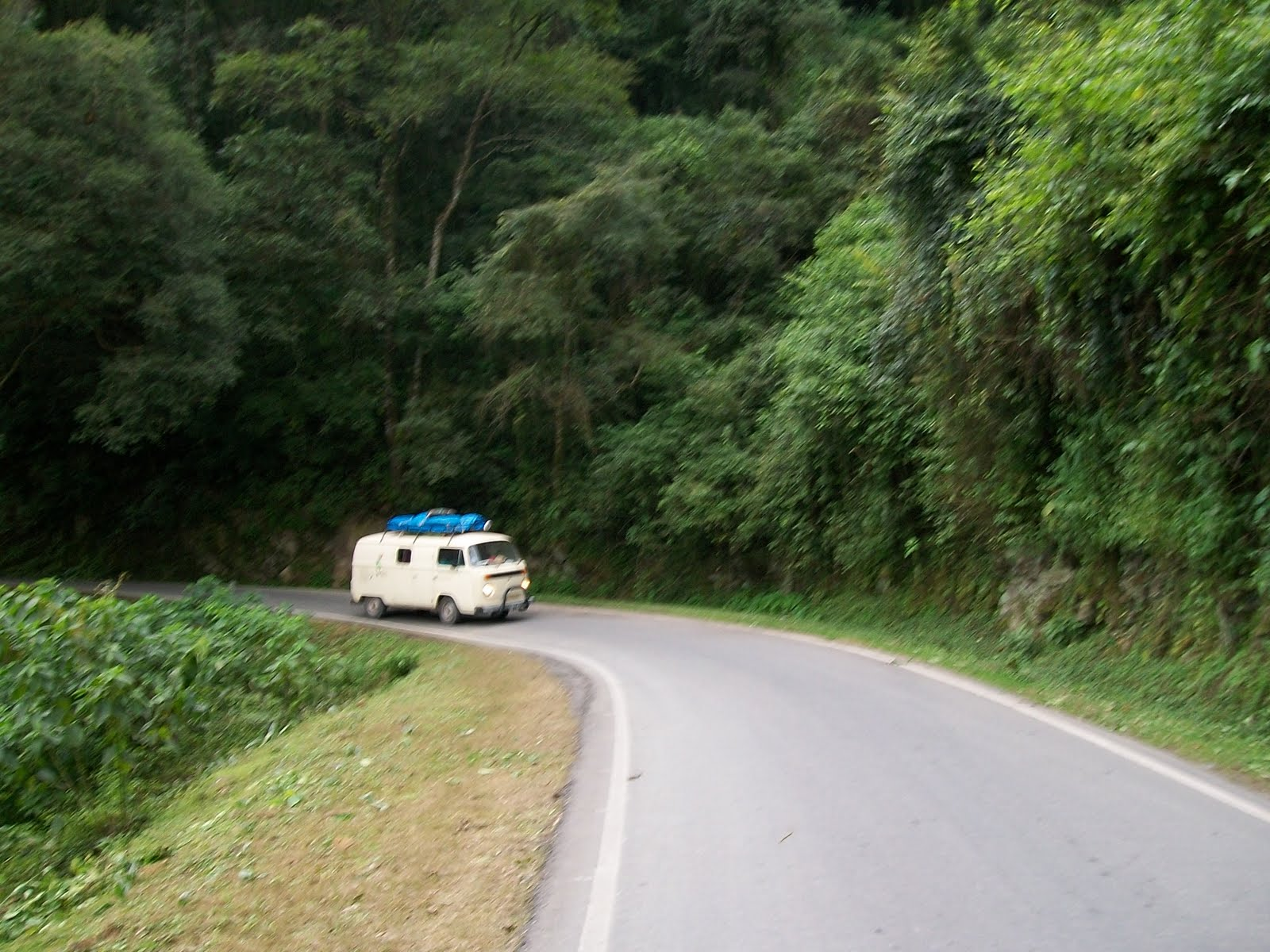
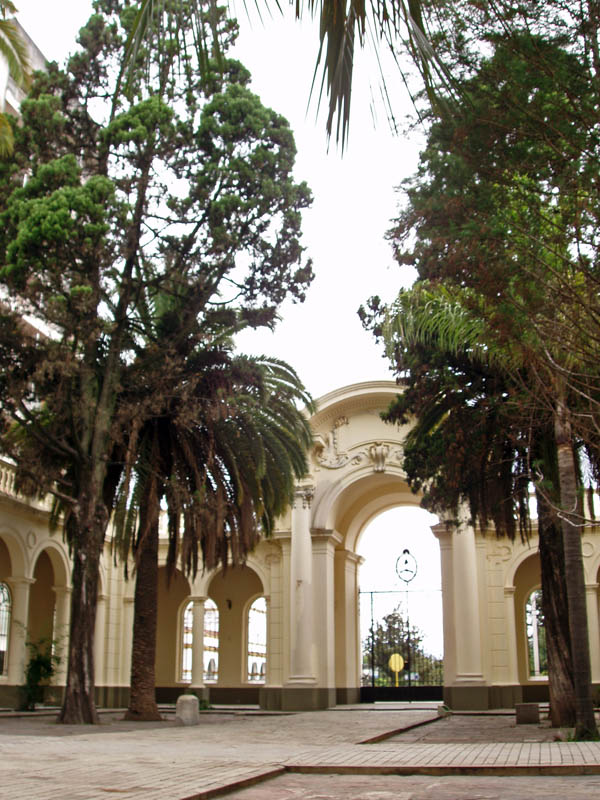